# Arpi Sinanyan
Arpi Sinanyan (ur. 2002) – armeńska śpiewaczka operowa (sopran).
Laureatka II nagrody XII Międzynarodowego Konkursu Wokalnego im. Stanisława Moniuszki w 2025 oraz pierwszego stopnia Międzynarodowego Konkursu-Festiwalu Renesansu. Zdobyła także Grand Prix Międzynarodowego Konkursu Sztuk Performatywnych "Kamerton-Soloist", I nagrodę w Międzynarodowym Konkursie Zdalnym "World Art Games", I nagrodę w Międzynarodowym Konkursie Zdalnym "Talenty Europy" (2020), jak również nagrodę publiczności w Concorso di Canto Lirico Virtuale SOI Scuola dell'Opera Italiana Fiorenza Cedolins (2004) i II nagrodę w Concorso Internazionale per Cantanti Lirici "Cità di Alcamo" (2004).
Wykształcenie w kierunku śpiewu klasycznego zdobywała w szkole muzycznej i na uczelni muzyczno-pedagogicznej, po ukończeniu których rozpoczęła studia na Państwowym Konserwatorium w Erywaniu.
Od roku 2022 dołączyła do Programu Rozwoju Młodych Artystów Operowych w Ormiańskim Narodowym Teatrze Opery i Baletu.